# Unikernel

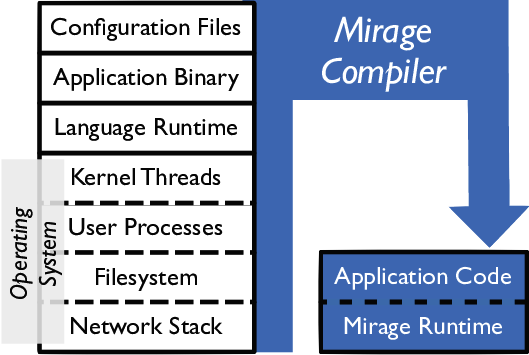
Comparison of a traditional OS stack and a MirageOS unikernel

Um unikernel é um tipo de programa de computador que é linkados estaticamente com o código do sistema operacional do qual depende. Unikernels são construidos com compiladores especializados que identificam os servições do sistema operacional que um programa usa e os linka com um ou mais sistema operacionais bibliotecas que provêm eles. Esse tipo de program não requer um sistema operacional separado e pode rodar como um hóspede de um hypervisor.
A arquitetura de unikernel constrói sobre conceitos desenvolvidos por Exokernels e Nemesis no fim da década de 90.